# NGC 210
NGC 210 este o galaxie spirală situată în constelația Balena. A fost descoperită în 3 octombrie 1785 de către William Herschel. De asemenea, a fost observată încă o dată în 15 octombrie 1830 de către John Herschel.